# فرانتس پتر ویرت
فرانتس پتر ویرت (آلمانی: Franz Peter Wirth; ۲۲ سپتامبر ۱۹۱۹ – ۱۷ اکتبر ۱۹۹۹) کارگردان فیلم و فیلم‌نامه‌نویس اهل آلمان بود.
وی همچنین برندهٔ جوایزی همچون جایزه گریمه شده‌است. فیلم قهرمانان به کارگردانی ویرت در سال ۱۹۵۸ نامزد جایزه اسکار بهترین فیلم خارجی‌زبان شده بود.